# Resolutie 1187 Veiligheidsraad Verenigde Naties
Resolutie 1187 van de Veiligheidsraad van de Verenigde Naties werd op 30 juli 1998 unaniem aangenomen. De resolutie verlengde de UNOMIG-waarnemingsmissie in Abchazië met zes maanden.

## Achtergrond
Op de golf van opkomend onafhankelijkheidsstreven van Georgië uit de Sovjet-Unie tegen het einde van de jaren 1980, streefde de Abchazische minderheid in de Abchazische autonome republiek de onafhankelijkheid na, uit angst de autonomie in Georgië te verliezen. Het leidde tot etnische spanningen met de Georgiërs, die in Abchazië de grootste bevolkingsgroep waren.
In 1992 kwam het tot een gewapend conflict, waarbij ook Rusland betrokken raakte, dat het voor de Abchaziërs opnam. Begin 1993 braken zware gevechten uit om de Abchazische hoofdstad Soechoemi. In de zomer van 1993 werd een staakt-het-vuren afgesproken en werd de UNOMIG-waarnemingsmissie opgericht. De val van Soechoemi in september 1993 leidde tot grootschalige etnische zuiveringen tegen de Georgische gemeenschap.

## Inhoud

### Waarnemingen
In de regio's Zoegdidi en Gali liepen de spanningen op en konden de gevechten herbeginnen. Geen van beide partijen was bereid geweld af te zweren en vreedzaam naar een oplossing te zoeken.

### Handelingen
Men was ernstig bezorgd om de hervatting van de vijandelijkheden in mei en riep de partijen op zich aan de gesloten akkoorden te houden. Die gevechten hadden opnieuw voor een vluchtelingenstroom gezorgd en die hadden allen het recht veilig terug huiswaarts te keren. De Veiligheidsraad veroordeelde het feit dat de Abchazen met opzet huizen vernielden, klaarblijkelijk met de bedoeling mensen voorgoed uit de regio weg te krijgen. Eerder was al gezegd dat demografische wijzigingen ten gevolge van het conflict onaanvaardbaar waren.
De partijen werden gemaand onverwijld resultaten te boeken bij de onderhandelingen over de belangrijkste kwesties. Verder werd het geweld tegen de UNOMIG-waarnemers veroordeeld, evenals het opnieuw leggen van mijnen en de aanvallen door gewapende groepen in de regio Gali. Ook noopte de massale mediacampagne die was begonnen in Abchazië tot bezorgdheid. Ten slotte werd het mandaat van UNOMIG verlengd tot 31 januari 1999.

## Verwante resoluties
- Resolutie 1124 Veiligheidsraad Verenigde Naties (1997)
- Resolutie 1150 Veiligheidsraad Verenigde Naties
- Resolutie 1225 Veiligheidsraad Verenigde Naties (1999)
- Resolutie 1255 Veiligheidsraad Verenigde Naties (1999)

Lijst ·  1147 ·  1148 ·  1149 ·  1150 ·  1151 ·  1152 ·  1153 ·  1154 ·  1155 ·  1156 ·  1157 ·  1158 ·  1159 ·  1160 ·  1161 ·  1162 ·  1163 ·  1164 ·  1165 ·  1166 ·  1167 ·  1168 ·  1169 ·  1170 ·  1171 ·  1172 ·  1173 ·  1174 ·  1175 ·  1176 ·  1177 ·  1178 ·  1179 ·  1180 ·  1181 ·  1182 ·  1183 ·  1184 ·  1185 ·  1186 ·  1187 ·  1188 ·  1189 ·  1190 ·  1191 ·  1192 ·  1193 ·  1194 ·  1195 ·  1196 ·  1197 ·  1198 ·  1199 ·  1200 ·  1201 ·  1202 ·  1203 ·  1204 ·  1205 ·  1206 ·  1207 ·  1208 ·  1209 ·  1210 ·  1211 ·  1212 ·  1213 ·  1214 ·  1215 ·  1216 ·  1217 ·  1218 ·  1219